# 科尔贝伊
科尔贝伊（法語：Corbeil，法語發音：[kɔʁbɛj]）是法国马恩省的一个市镇，位于该省东南部，属于维特里勒弗朗索瓦区。

## 地理
科尔贝伊（48°34'40"N, 4°25'35"E）面积9.72 平方千米，位于法国大東部大區马恩省，该省份为法国东北部内陆省份，北起阿登省，西北接埃纳省，西南接塞纳-马恩省，南至奥布省，东南接上马恩省，东临默兹省。
与科尔贝伊接壤的市镇（或旧市镇、城区）包括：巴利尼库尔、布雷邦、沙普莱讷、马尔热里-昂库尔、圣旺-栋普罗、圣于坦。

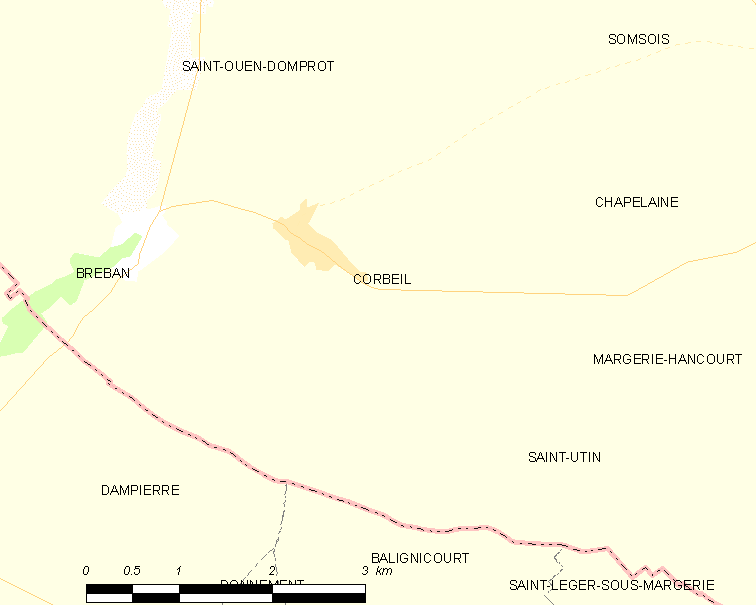
科尔贝伊的OSM定位图

科尔贝伊的时区为UTC+01:00、UTC+02:00（夏令时）。

## 行政
科尔贝伊的邮政编码为51320，INSEE市镇编码为51169。

## 政治
科尔贝伊所属的省级选区为维特里勒弗朗索瓦-香槟-代尔县。

## 人口

1962-2008年间科尔贝伊人口变化图示

科尔贝伊于2022年1月1日时的人口数量为99人。